# Luigi Fontana
Pour les articles homonymes, voir Luigi Fontana (homonymie).
Ne pas confondre avec le sculpteur Luigi Fontana né au XIXe siècle à Milan.
Luigi Fontana, né le 9 février 1827 et mort le 27 décembre 1908, est un sculpteur italien, peintre et architecte. Il a deux fils : Tommaso, qui est son élève, et Margherita.

## Biographie
Luigi Fontana est né à Monte San Pietrangeli dans la région des Marches. Il a pour maître localement Gaetano Palmaroli avant de se rendre à Rome pour étudier sous Tommaso Minardi. Son oncle qui s'appelle comme lui, a été un éminent architecte dans les Marches.
Il peint des sujets religieux pour le séminaire de Fermo et l'église de Santissimi Sacramento à Grottazzolina. Il a collaboré de 1879 à 1903 avec son oncle Luigi Fontana  et avec le peintre d'ornement Nicola Achilli de Montegiorgio (1858-1945). Il a achevé les lions en terre cuite à l'extérieur de la Collegiata di Santi Lorenzo et Biagio à Monte San Pietrangeli. Nicola l'a également aidé dans la conception et l'application de décorations en faux marbre, et des décorations en stuc dans la cathédrale de Montalto Marche, dans l'église collégiale de Santa Lucia à Montefiore dell'Aso, dans l'église de SS. Sacramento e Rosario de Grottazzolina, dans la grande abbaye de Campofilone, dans la Basilica di San Nicola a Tolentino, et d'autres églises de la région des Marches
En dehors de sa ville natale, ses œuvres sont présentes à Rome, dans les basiliques Santi Apostoli, San Lorenzo in Damaso, San Giovanni in Laterano, Santa Maria Maggiore, Santa Maria sopra Minerva, et d'autres édifices, ainsi que dans les cathédrales de Macerata, Montefiascone et de Tivoli.
Il a également sculpté en taille réelle une statue en argent massif  représentant saint Philippe de Agira à Zebbug, Malte. C'est une statue unique de 2 mètres de haut (6,6 feet) dans un style classique et utilisée pour les processions religieuses et qui contient plus de 36 kg d'argent massif. La statue a été achevée en 1863 et peut être vue à l'église paroissiale catholique de la même ville de Malte.